# Моти
Моти (яп. 餅) — японский вид рисового теста. Моти делается из истолчённого в пасту клейкого риса, особого, известного с давнего времени сорта мотигомэ, который при долгом толчении и смачивании приобретает сладкий вкус.
Так же называются круглые лепёшки, которые готовят из этого теста. Традиционный процесс создания таких лепёшек называется мотицуки. Моти употребляют в пищу на протяжении всего года, однако наибольший спрос на блюда из него возникает накануне Нового года, в этот праздник его принято раздавать всем родственникам и соседям. Моти также известен на Гавайях, в Южной Корее, Китайской Республике, Камбодже и Таиланде.

## Приготовление

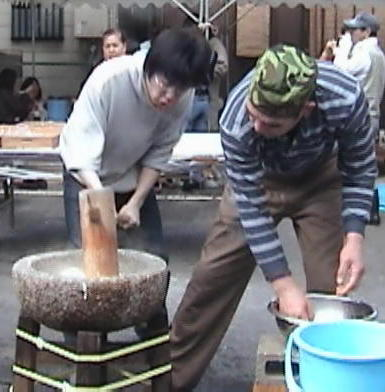
Приготовление моти в традиционной ступе усу

Моти делают из круглозёрного матового риса сорта мотигомэ (клейкого риса). Рис этого сорта после тепловой обработки становится плотным и липким. По сложившейся традиции, моти делают вручную. Традиционная церемония приготовления моти в Японии — мотицуки — состоит из следующих действий:
1. Шлифованный клейкий рис замачивают на ночь и варят или готовят на пару[5].
2. Варёный рис толкут деревянным молотом в традиционной ступе (усу). В этом процессе заняты два человека, поочерёдно сменяющие друг друга. Один из них толчёт моти, а второй мешает и смачивает его. Они работают в очень чётком постоянном ритме, иначе один из них может травмировать другого тяжёлым молотом.
3. После этого тягучей тестообразной массе придают какую-то форму — сферическую или кубическую или формируют из неё лепёшки. Их жарят на гриле либо отваривают[6].

Моти также можно приготовить из муки и сладкого риса (мотико). Муку смешивают с водой до получения липкой непрозрачной белой массы. Далее эту массу готовят в обычной либо микроволновой печи до упругого полупрозрачного состояния.

## Использование моти

### Кондитерские изделия

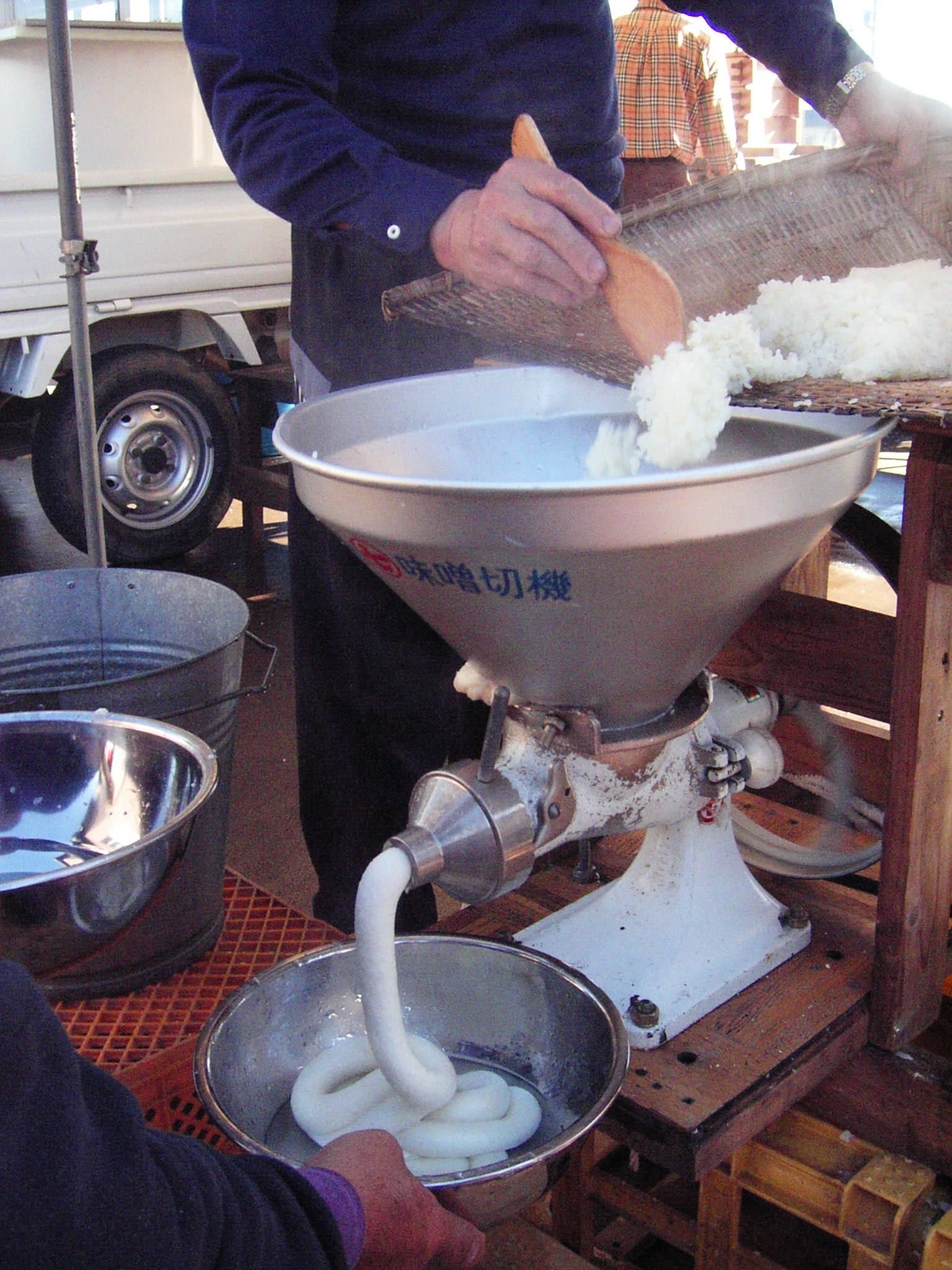
Приготовление моти при помощи современного оборудования

Из моти делают много видов традиционных японских сладостей (вагаси и мотигаси). Например, дайфуку — это мягкий круглый моти со сладкой начинкой, например пастой из красной (ан) или белой (сиро ан) фасоли. Итиго дайфуку имеет земляничную начинку.
- Куса моти — разновидность моти зелёного со вкусом пижмы (ёмоги). Дайфуку, сделанную из куса моти, называют ёмоги дайфуку.
- Сакура моти — рисовые лепёшки моти, завёрнутые в засоленные листья сакуры[7].

### Мороженое
Небольшие шарики мороженого заворачивают в моти и получают мороженое-моти. В Японии этот продукт выпускается корпорацией Lotte под названием «Юкими дайфуку» («снежный дайфуку»). В США также продаётся мороженое-моти со вкусами шоколада, манго, кокоса, зелёного чая, кофе, ванили и земляники садовой.

### Супы
- Осируко, или одзэндзаи, — сладкий суп из бобов адзуки, обжаренных в сахарном сиропе, в который добавляются жареные кусочки моти. Его японцы зачастую едят зимой, чтобы согреться[8].
- Тикара удон (что значит «удон силы») — суп, в состав которого входит лапша удон (толстая лапша из пшеничной муки, популярная в Японии) и поджаренный моти.

### Новогодние блюда
- Сухие ветки с нанизанными на них моти являются популярным украшением, которое называется «мотибана»[4]
- Кагами-моти (зеркальные моти) — новогоднее украшение, круглые плоские лепёшки[4]. Часто из трёх кагами-моти составляют пирамиду, которая служит подношением богам[4]. Пирамида, увенчанная мандарином, устанавливается рядом с синтоистским алтарём. 11 января пирамиду разбирают, шарики моти, разломанные на кусочки, кладут в похлёбку осируко[6]. В старину кагами-моти клали на мешки с рисом, прося богов о хорошем урожае[4]
- В состав супа дзони входят моти, разнообразные овощи, такие как колоказия (таро), морковь, воскоцветник, а также красный и белый камабоко. Этот суп полагается есть в первый день Нового года[9].
- Считается, что употребление кинако моти на Новый год приносит удачу. Этот вид моти готовят, обжаривая моти на огне или в печи, а затем погружая в воду. После этого кусочки покрывают тонким слоем соевой муки (кинако) с сахаром.

## Разное

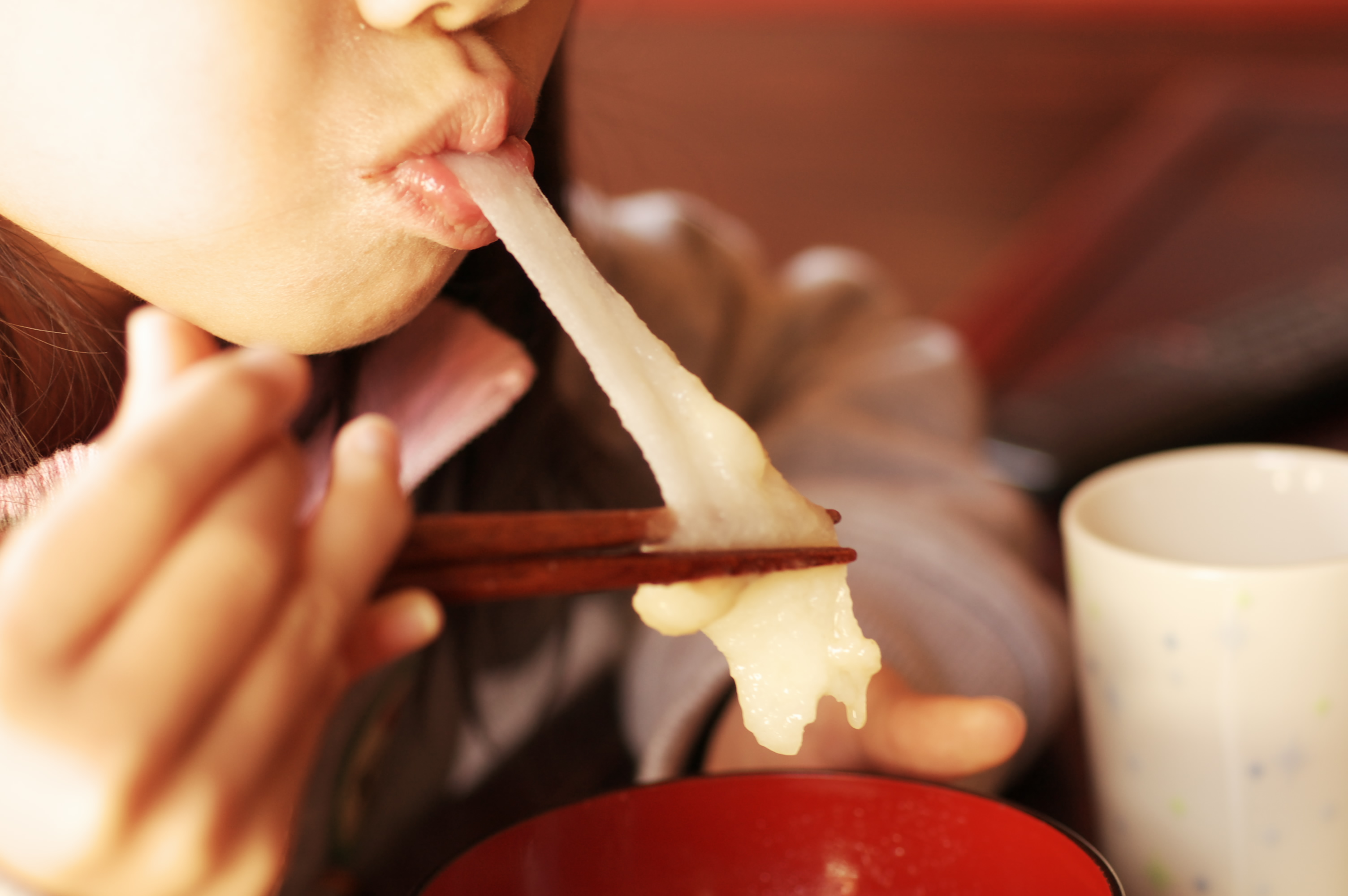
Суп дзони с моти

- Данго — подаваемые с соусом шарики, приготовленные из мотико.
- Варабимоти — похожая на желе сладость, которую делают из папоротникового крахмала и покрывают соевой мукой (кинако) с сахаром. Это лакомство популярно в летнее время, его часто продают с фургонов.
- В XX веке появилась новая сладость — «моффлес» (вафли из обжаренного моти). Их можно приготовить как в специальных агрегатах, так и обычных вафельницах.
- На основе моти готовятся несколько разновидностей заменителя сыра, пригодных для употребления веганами и людьми с аллергией на лактозу.
- Ежегодно во время новогодних праздников в Японии погибает несколько пожилых людей и детей, подавившихся моти[10][11].
- Считается, что, поедая моти, человек приобщается к божественной благодати[6].